# Teresa Radziewicz
Teresa Radziewicz (ur. 1970) – polska poetka.

## Życiorys
Absolwentka Instytutu Filologii Polskiej Uniwersytetu w Białymstoku. Redaktorka kwartalnika literacko-artystycznego sZAFa. Autorka sześciu książek poetyckich. Laureatka Nagrody Literackiej Prezydenta Miasta Białegostoku im. Wiesława Kazaneckiego za rok 2009 za tomik Lewa strona oraz dwukrotnie nominowana do tej nagrody (za tomiki: Samosiejki i rzeczy pospolite). Laureatka Orfeusza Mazurskiego w 2021 za tomik ś, ponadto nominowana do tej nagrody w 2017 za tomik pełno światła. Trzykrotnie nominowana do nagrody Ogólnopolskiego Konkursu Poetyckiego im. Jacka Bierezina (w 2006, 2007 i 2008 roku; Nagroda Publiczności w 2008 roku). Laureatka pierwszych nagród ogólnopolskich konkursów poetyckich: im. H. Poświatowskiej (2005), im. K.K. Baczyńskiego (2009), im. K. Ratonia (2010). Publikowała w Studium, Tyglu Kultury, Arteriach, Migotaniach, przejaśnieniach, Pro Arte, Notatniku Satyrycznym, Frazie i Toposie.

## Książki poetyckie
- Lewa strona (SLKKB, Łódź 2009)
- Sonia zmienia imię (Wydawnictwo Kwadratura, Łódź 2011)
- Samosiejki (Galeria Literacka BWA i Biblioteka FRAZY, Olkusz 2011)
- rzeczy pospolite (Stowarzyszenie Salon Literacki, Warszawa 2014)[9]
- pełno światła (Instytut Filologii Polskiej Uniwersytetu w Białymstoku, Białystok 2016)
- ś (Książnica Podlaska, Białystok 2020)[10]